# Hozelec
Hozelec és un poble i municipi d'Eslovàquia que es troba a la regió de Prešov, al nord del país. La primera referència escrita de la vila data del 1243.

## Demografia
| Godina             | 1994 | 2004    | 2014   | 2024   |
| ------------------ | ---- | ------- | ------ | ------ |
| Nombre de persones | 684  | 831     | 795    | 777    |
| Diferència         |      | +21,49% | −4,33% | −2,26% |

| Godina             | 2023 | 2024   |
| ------------------ | ---- | ------ |
| Nombre de persones | 787  | 777    |
| Diferència         |      | −1,27% |